# Проконсул (рід)
Проконсул (Proconsul) — рід викопних приматів епохи міоцену, що існував 17—21 млн років тому в Африці. До роду відносять 5 видів. Маса тіла в різних видів від 10 до 40 кг. Жили в тропічних лісах. У зовнішньому вигляді поєднувалися ознаки мавп та людиноподібних мавп. Деякі автори вважають їх ранніми людиноподібними, інші — загальними предками мавп та людиноподібних, що існували до поділу цих груп.
Ознаками проконсула, характерними для мавпових, є тонкий шар емалі на зубах, тендітна статура, вузька грудна клітка, короткі передні кінцівки, манера пересування по гілках дерев, опираючись на всі чотири лапи.

## Відкриття та класифікації

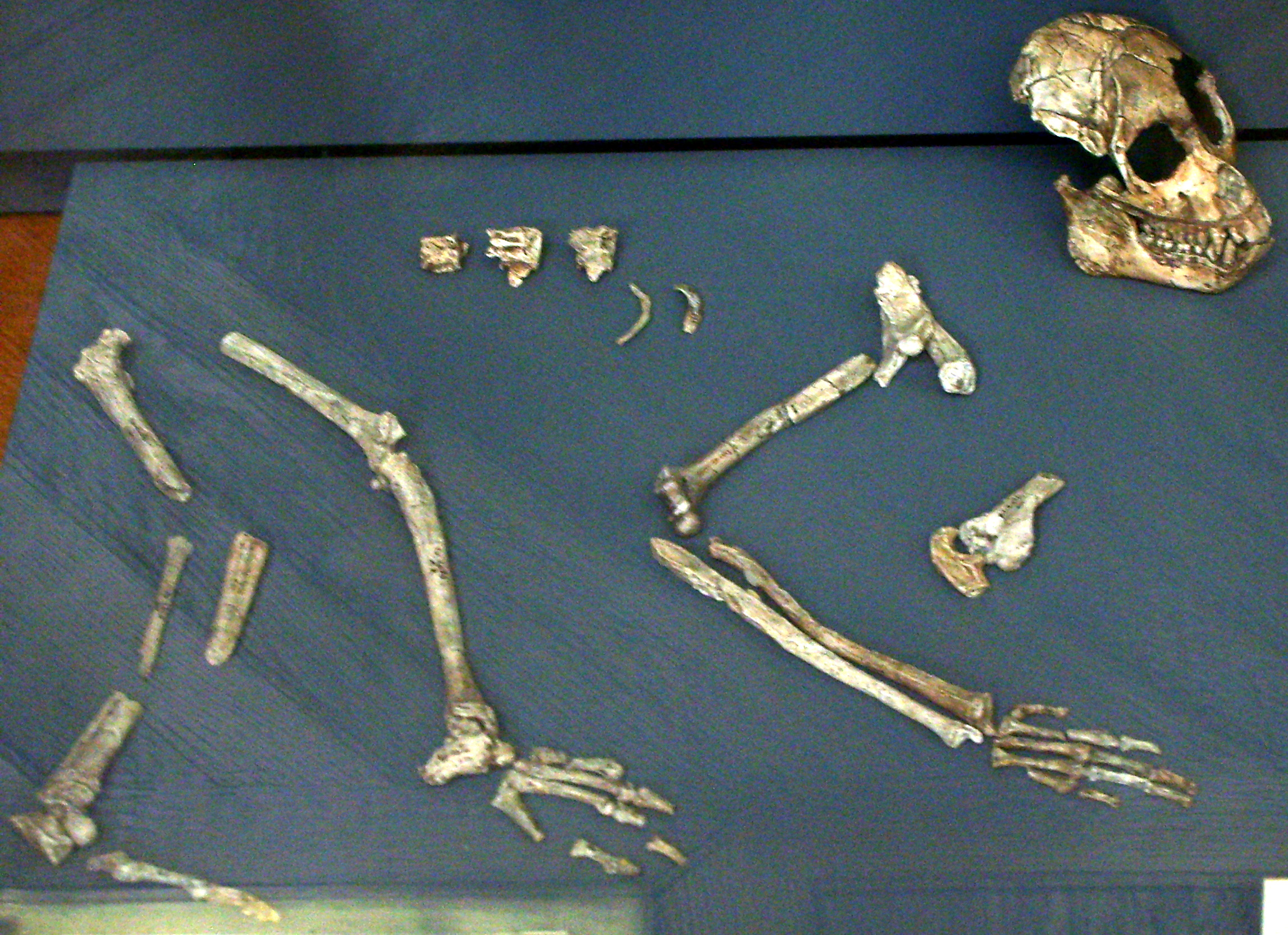

Перша знахідка, частина щелепи проконсула, була зроблена в Кенії в 1909 році. Найменування дав у 1933 році палеонтолог Артур Тінделл Гопвуд, воно означає «до Консула». У той час прізвисько Консул часто використовували в цирку для дресованих шимпанзе. За версією, Консулом звали шимпанзе з Лондонського зоопарку. Гопвуд під час експедиції в Африку разом з Луїсом Лікі на околицях озера Вікторія знайшов останки ще трьох особин цього роду й дав їм родову та видову назву Proconsul africanus, вважаючи, що має справу із предком шимпанзе.
Більш пізні знахідки спочатку відносили до цього ж виду, але згодом класифікували в кілька видів того ж роду. Оскільки нові знахідки XX століття часто змушували палеоантропологів міняти свої колишні погляди, класифікація викопних гомінідів дотепер часто змінюється, і ті самі тварини в різних виданнях можуть мати різні назви.

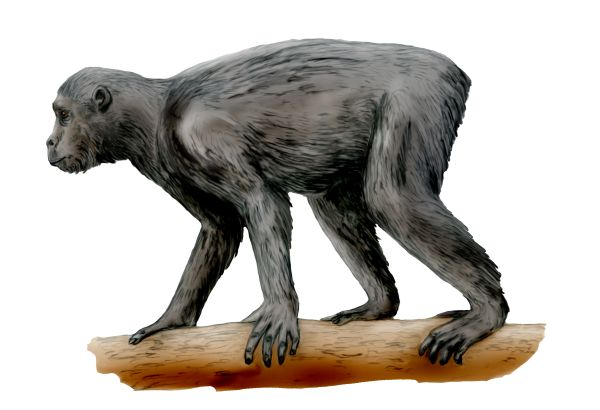
Реконструкція проконсула